# 바실리카 율리아

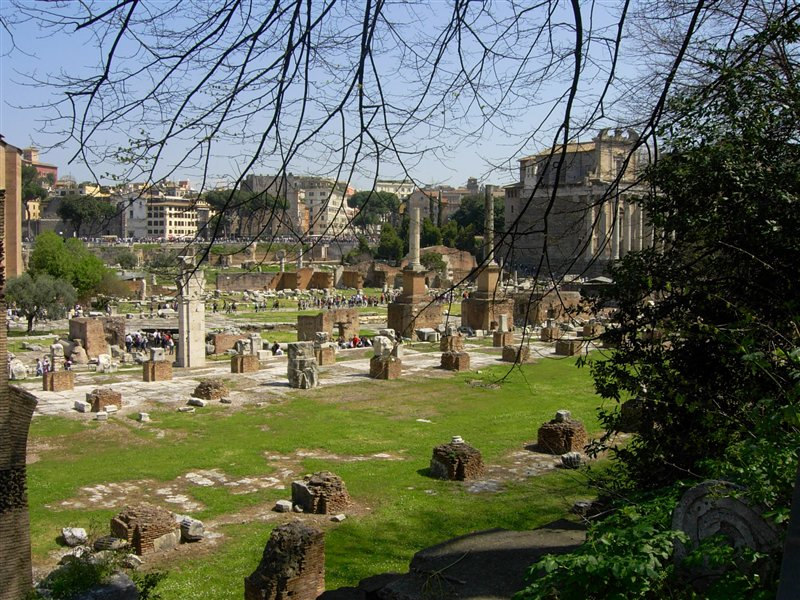
바실리카 율리아

바실리카 율리아(이탈리아어: Basilica Giulia)는 고대 로마 포룸 로마눔에 있던 건물이다. 이 건물은 로마 제국 시대에 회의와 기타 공식 업무에 사용되었던 크고 화려한 공공 건물이었다.